# 品質保証
品質保証（ひんしつほしょう、英: quality assurance、QA）は、効率と品質が求められるあらゆる活動において、それらに保証を与えるのに必要な証拠を提供する活動一般を指す。計画され体系化された活動は一般に、その製品やサービスが要求された品質を満足していることを保証する必要がある。品質保証は品質管理と密接に関連しており、これらによって顧客や権利保有者のニーズ・期待・要求に製品が適合していることを保証する。QA は、品質が所定のレベルに到達していることを事前に確認する手続きを効率的に構築するものである。
QA は設計・開発・製造・実装・サービス・文書といったあらゆる活動をカバーする。また、QA には材料や部品、製造工程や検査工程などの品質の規定も含まれる。

## ソフトウェアの品質保証
ソフトウェア開発においては、品質管理のような現状の改善を主眼とした手法よりも、最初から高い品質を目指す品質保証的手法がよく用いられる。関連する活動としては、以下のようなものがある。
- 要求仕様文書のレビュー
- ソースコード制御
- コードレビュー
- 変更管理
- 構成管理
- リリース管理
- ソフトウェアテスト

ソフトウェアの品質保証は、対象となる成果物が眼に見えないものである点が一般的な製造業の品質保証と異なる。このため、以下に挙げるような統計的制御も製品や部品の具体的測定値を統計的に処理するのではなく、バグを縦軸、レビュー工数やテスト工数を横軸とした「バグ収束曲線」を使うなどの手法がある。

## 統計的制御
多くの企業はシックス・シグマレベルの品質を組織にもたらす統計的プロセス制御を行っている。つまり、好ましくない欠陥の尤度関数を正規分布の標準偏差の6倍の部分に閉じ込めるのである。その確率は100万分の4より小さい。制御対象は製品製造だけでなく、事務手続き（伝票処理など）も含まれることが多い。
製造業における統計的プロセス制御では、無作為に標本を採取し、欠陥率を調べることで行われる。このような調査を継続的に行い、状況が悪化する前に製造工程に修正が加えられる。
調査の信頼性を保証するため、検定法の選択、サンプルの採取方法、迅速で正確な分析と記録、適切な報告などの作業が QA 活動に含まれる。

### ISO 17025
ISO/IEC 17025 は試験所や校正機関に対する固有の要求事項を示した国際標準規格である。その中には15の管理についての要求事項と10の技術的な要求事項が含まれる。これらの基準を満たすことで試験所・校正機関として国際的な認定がなされる。ここでの管理とは、その組織におけるプロセス管理構造であり、その組織の（例えば、顧客の要求する品質を達成する、規定に準拠する、環境的な目的に適合させるといった）目的に合った製品やサービスへの入力となる活動を指す。ソフトウェア開発においては、能力成熟度モデル統合（CMMI）が品質保証の程度を示す尺度として使われている。CMMI では組織の品質保証の度合いを5段階に分類している。

## 企業品質
企業レベルの品質手法には以下の4つの観点がある。
1. インフラストラクチャ
2. 制御・業務管理・適正なプロセス・性能および完全性の基準・記録の管理といった要素
3. 知識・スキル・経験・資格などのコンピテンス
4. 個人の能力や信用、企業文化、勤労意欲、チームワークといった人的要素

企業の出力（製品やサービス）の品質は、これら4つの観点にいずれかが不足していると問題が発生しやすい。
製造業や建設業では、その品質保証は ISO 9000 シリーズなどの国際標準規格で定義されているものとほぼ等しい。かつてはあまり重要視されなかった作業場の検査も、品質保証の一環として行われるようになった。これは、顧客満足度を考慮する新たな品質保証やTQM（総合的品質管理）となっている。

## 品質コンサルタント
新たな品質強化や方法論を導入する際には、その組織内にはないスキルを要する場合などにコンサルタントを利用することもある。
品質コンサルタントやコンサルティング会社も様々であり、多くは品質保証活動を改善するための基本的なスキルを持っている。一部のコンサルタントはシックス・シグマ、測定システム分析（MSA）、故障モード影響解析（FMEA）、先行製品品質計画（APQP）といった最新の知識や経験を有する。